# Krzesimowo
Krzesimowo [pronunciación en polaco: /kʂɛɕiˈmɔvɔ/] (en alemán: Emmyhütten) es un pueblo ubicado en el distrito administrativo de Gmina Sławoborze, dentro del Condado de Świdwin, Voivodato de Pomerania Occidental, en el norte de Polonia occidental. Se encuentra aproximadamente a 3 kilómetros al noroeste de Sławoborze, a 15 kilómetros al norte de Świdwin, y a 92 kilómetros al noreste de la capital regional Szczecin.
Antes de que 1945 el área era parte  de Alemania. Para la historia de la región, véase Historia de Pomerania.